# GSC1990-2471
GSC1990-2471 — хімічно пекулярна зоря спектрального класу A0, що має видиму зоряну величину в смузі V приблизно 10,3.